# De Industrieele Groote Club

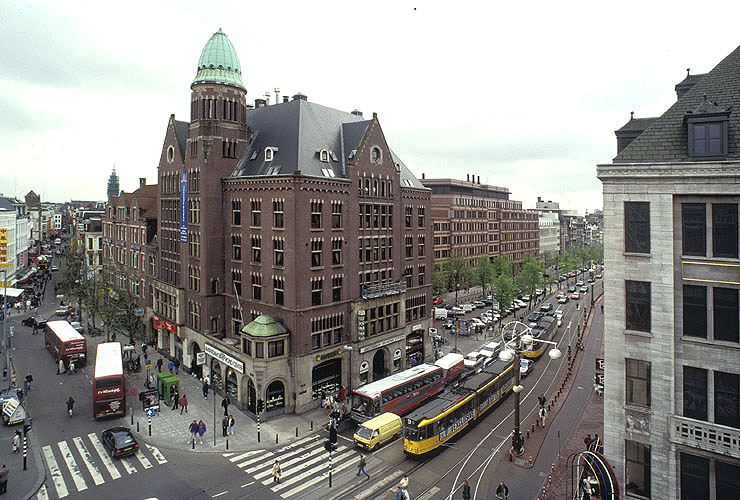
Gebouw Industria, het clubhuis van de Koninklijke Industrieele Groote Club, Amsterdam

De Industrieele Groote Club, sinds 2013 de Koninklijke Industrieele Groote Club, is een Nederlandse herensociëteit die op 1 januari 1976 ontstond uit een fusie van de Industrieele Club en De Groote Club. De Industrieele Club was in mei 1913 opgericht als ontmoetingsplaats voor mensen uit het bedrijfsleven en vereniging die de belangen van fabrikanten en ondernemers kon behartigen.

## Geschiedenis
Begin twintigste eeuw wilden grootindustriëlen en andere ondernemers uit het bedrijfsleven zich verenigen in een club die hun belangen wilde behartigen. Zij richtten in mei 1913 De Industrieele Club op, een nationale vereniging met Amsterdam als vestigingsplaats.
Van 1913 tot 1916 werd op de hoek van de Dam en het Rokin Gebouw Industria gebouwd, ontworpen door architect Foeke Kuipers. De begane grond bestond uit een aantal winkels (waaronder sigarenmagazijn Industria) en een parterre met ingang op Dam 27. De club kon hiervan de parterre, de eerste, de tweede verdieping en gedeeltelijk de derde verdieping betrekken. De verdiepingen 3, 4 en 5 huisvestten kantoren (het huidige vijfsterrenhotel 'Twenty Seven').
Op 8 januari 1916 konden de inmiddels 300 leden voor het eerst hun fraaie clubhuis betreden.
De parterre bestaat uit een ingang en een receptie. Op de eerste verdieping bevinden zich: de Eetzaal, de Bar, de Clubzaal, de Dameszaal, de Bestuurskamer, een balkon en toiletten. Op de tweede verdieping bevinden zich: de Groote zaal, de Damzaal, de Kluiskamer, de Bibliotheek, het kantoor en toiletten. En op derde verdieping de keuken.
Sinds 1969 is het voor vrouwen mogelijk om lid te worden bij de Industrieele Club.
In 1971 trok De Nederlandsche Vrouwenclub in bij deze voormalige herensociëteit. In september 2011 verhuisde De Nederlandsche Vrouwenclub naar het Doelen Hotel.

### Koninklijk
Vanwege het honderdjarig bestaan ontving de club in 2013 het predicaat Koninklijk uit handen van burgemeester Eberhard van der Laan.

### Restauratie
In 2011 werd Gebouw Industria door de huidige eigenaar aangekocht. Aangezien er een forse achterstand in onderhoud was, vond er in 2017 een restauratie van het exterieur plaats. Naast het behoud en herstel van het bestaande interieur werd een nauwgezette reconstructie van verdwenen en onherstelbare onderdelen gerealiseerd.

## Tijdschrift
De sociëteit geeft het tijdschrift In Good Company uit.

## Voorzitter
Voorzitter is Marieke van Kruiningen (anno 2024).